# Bolboleaus variolicollis
Bolboleaus variolicollis är en skalbaggsart som beskrevs av Lea 1915. Bolboleaus variolicollis ingår i släktet Bolboleaus och familjen Bolboceratidae. Inga underarter finns listade.